# 苏步青
苏步青（1902年9月23日—2003年3月17日），字雲亭，原名尚龍，訛作尚良，浙江平阳人，中国近代数学家、教育家、政治人物，中国微分幾何学派的创始人，曾获“东方第一几何学家”“数学之王”的美誉。
1919年中学毕业后，苏步青赴日本留学。1927年，苏步青毕业于日本东北帝国大学数学系，并进入该校研究院，于1931年获理学博士学位。回国后，受聘于浙江大学数学系，历任浙江大学数学系主任、训导长、教务长，并当选中央研究院第一屆院士。1952年后，因高校院系调整，苏步青转至复旦大学任教。1955年，苏步青被选为中国科学院学部委员，并担任复旦大学教务长。1959年，苏步青成为中国共产党员。改革开放后，苏步青于1978年任复旦大学校长。1980年创办《数学年刊》并担任主编，并出任多个公职。纵观苏步青的政治生涯，其曾担任三届全国政协委员、两届全国政协副主席、五届全国人大代表，并担任过民盟中央副主席，为中华人民共和国副国级领导人。

## 生平
1902年9月23日蘇步青出生于浙江省温州市平阳县腾蛟镇带溪乡農家，為閩南裔。
1915年就读浙江省省立第十中學（今温州中学）1919年中学畢業時獲當時已調任的校長洪彦元資助獨自往日本留學。1920年到1924年在日本东京高等工业学校电机科学习。1924年考入仙台东北帝国大学数学系。1927年3月毕业于日本东北帝国大学，入研究院（大學院）攻读博士学位。1928年，与松本米子结婚。1931年，获得东北帝国大学理学博士学位，是史上第3位取得日本帝國大學理学博士學位的中國留學生和史上第2位取得日本帝國大學數學博士學位的中國留學生。
1933年陈建功推荐其任浙江大学数学系主任。1935年任《中国数学会学报》主编。
1945年，與羅宗洛、陳建功、蔡邦華、陸志鴻、馬廷英任教育部台北帝國大學接收委員會委員（羅宗洛為主任委員），1945年10月17日到台灣，羅主任委員新聘杜聰明、林茂生2位台籍接收委員，同年11月15日正式接收台北帝國大學，羅宗洛任台大代理校長，陳建功任教務長，蘇步青任理學院院長兼數學系主任，蔡邦華任農學院院長。國立臺灣大學正式成立后，他被羅宗洛代理校長聘為首任理學院院長兼數學系主任，1946年4月與陳建功、蔡邦華離開臺灣，沈璿接任理學院院長兼數學系主任。
1948年當選為中央研究院第一屆院士。
1950年任浙江大学教务长。期間一度被學生批鬥，幸得束星北仗義得救。1952年，全国院系调整，苏步青等一批数学系骨干力量调至复旦大学。1953年任复旦大学教务长。1955年7月当选为中国科学院数学物理学部学部委员。1956年任复旦大学副校长。1958年参与筹建复旦大学数学研究所，并担任所长。
1959年加入中国共产党。1968年中国共产党八届十二中全会上，中共中央主席毛泽东下最高指示要保一批教授，复旦大学教授中有周谷城、苏步青、谈家桢、刘大杰。但1972年，下放上海江南造船厂。
1978年3月当选为第五届全國人大代表。4月任复旦大学校长。
1979年12月6日，与华东师范大学（时称上海师范大学）校长刘佛年、同济大学校长李国豪、上海交通大学党委书记邓旭初联名在《人民日报》上发表题为《给高等学校一点自主权》的文章，呼吁政府给高等学校一点自主权，中国高等教育体制改革由此逐步在全国展开。
1983年3月任复旦大学名誉校长。
1984年当选为第六届全國人大代表。1986年6月，中国科学技术协会第三次全国代表大会在北京召开，选举产生第三届全国委员会。6月28日，第三届全国委员会第一次会议召开，推举其为荣誉委员。
1988年当选为中國人民政治協商會議第七屆全國委員會副主席、第七届全國人大代表。1992年任第八届全国政治协商會議副主席。
2003年3月17日病逝于上海。
2019年11月8日，国际小行星委员会將紫金山天文台於2008年2月29日发现的、国际编号为297161号小行星命名为“苏步青星”。

## 軼事
苏步青小学的时候，每天背诵《左传》、《唐诗三百首》，小学毕业时，这2部书已经可以背熟，进入初中，老师看到他写的作文《读<曹刿论战>》，不相信这是他写的，于是叫他背诵《子产不毁乡校》，苏步青一口气背完，对老师说：“整部《左传》我都能背出来”。

## 荣誉

### 外国勋章奖章
- 勋二等瑞宝章（日本，1993年6月3日于上海颁发[12]）

## 家庭

苏步青故居

蘇家是浙江溫州平陽的鶴佬人農家，母語是鶴佬話。苏步青的哥哥苏步皋比弟弟更早留學日本，東京高等工業學校（現在東京工業大學）化工科畢業；1945年其隨國民政府接收人員輾轉至臺灣，在行政長官公署林业试验所（現在的中華民國行政院農業委員會林業試驗所）工作，至此根紮臺灣。
1919年，17岁的苏步青独自到日本求学。1924年春天，他作为惟一一个中国留学生报考著名的仙台东北帝国大学数学系，并以第一名的成绩被录取。蘇步青在帝國大學的數學教授松本教授的女兒松本米子（1905年－1986年5月23日）與蘇步青一見鐘情，1928年結婚。1931年，松本米子跟隨丈夫蘇步青定居浙江杭州。1953年，松本米子加入中華人民共和國國籍，改名蘇松本。1986年5月23日，81歲的蘇松本在上海病逝。
蘇步青與松本米子夫婦育有子女11名。其中過繼給哥哥而留在臺灣的1個兒子蘇德潤曾是國立臺灣大學物理學系教授。
1. 苏德晶（1928年，东北帝国大学－），長女[13]
  1. 冉晓华（1953年10月－），長外孫[14]
  2. 冉蓉
2. 苏德雄（1929年，东北帝国大学[13]－1986年3月24日[14]），長子
  1. 苏小佳（王广芝），長孫[14]
3. 苏德明（1932年－2019年6月8日）[15][13]
  1. 苏小泉（乐云仙）
  2. 苏小霖
4. 苏德洋（1933年，杭州浙大－）[16]
5. 苏德昌（1935年，杭州浙大－），長于日本[13]
6. 苏德成（1937年8月13日，杭州浙大－）
  1. 苏小云（陈杏菊）[14]
  2. 苏小青
7. 苏德宜（1940年，宜山浙大－）[13]
  1. 柏小玉[14]
8. 苏德新（(1941－1946)，湄潭浙大－）[13]

## 作品
- 《射影曲線概論》(1954年)
- 《射影曲面概論》(1964年)
- 《一般空間微分幾何》(1958年)
- 《射影共轭网概论》(1978年)
- 《計算幾何》(与刘鼎元合著，1981年)
- 《仿射微分几何》(1983年)
- 《蘇步青數學論文選集》(1983年)
- 《拓撲學初步》(1986年)
- 《蘇步青業餘詩詞鈔》(群言出版社,1994年)

### 诗作
曾作七绝题曰《夜饮子恺先生家赋赠》。豐子愷在《湖畔夜飲》提到：「有了這詩，酒味特別好（他當時正和鄭振鐸對飲，剛好看到牆上的這首詩。）。我覺得世間最好的酒肴，莫如詩句。而數學家的詩句，滋味尤為純正。因為我又覺得，別的事都可有專家，而詩不可有專家。因為做詩就是做人。人做得好的，詩也做得好。」